# Lérouville
Lérouville – miejscowość i gmina we Francji, w regionie Grand Est, w departamencie Moza.
Według danych na rok 1990 gminę zamieszkiwały 1373 osoby, a gęstość zaludnienia wynosiła 95 osób/km² (wśród 2335 gmin Lotaryngii Lérouville plasuje się na 290. miejscu pod względem liczby ludności, natomiast pod względem powierzchni na miejscu 363.).